# Trung Sơn Hoàn công
Trung Sơn Hoàn công (chữ Hán: 中山桓公, trị vì 388 TCN - 350 TCN) là thụy hiệu của vị quân chủ thứ ba của nước Trung Sơn thời Chiến Quốc trong lịch sử Trung Quốc.
Không rõ tên thật ông, ông chính là con của Trung Sơn Vũ công và là cha của Trung Sơn Thành công.
Năm 407 TCN, quân nước Ngụy mở cuộc tập kích bất ngờ đánh vào đô thành nước Trung Sơn, khiến Trung Sơn Vũ công trở tay không kịp. Ông dẫn tàn quân rút vào rừng kháng chiến, nhưng không may một năm sau đó ông bị bắn chết trong đám loạn tiễn. Trung Sơn Hoàn công khi ấy còn nhỏ được các bề tôi thân tín đưa vào tận hang sâu trú ẩn, khi lớn lên chiêu tập binh mã tiếp tục sự nghiệp của cha.
Ông chia quân thành từng nhóm thỉnh thoảng quấy rối đánh tỉa quân Ngụy khiến quân Ngụy ăn không ngon ngủ không yên, khi quân Ngụy đem quân vào rừng truy kích thì ông lại lẩn trốn vào những vùng hang động sâu thẳm khiến quân Ngụy chẳng biết đâu mà lần. Tình trạng đó kéo dài suốt 18 năm, khiến cho quân Ngụy bị sa lầy và cảm thấy chán nản mệt mỏi, lợi dụng tình hình trên ông ra lệnh tổng động viên toàn quân toàn dân mở chiến dịch đánh úp bất ngờ tiến thẳng doanh trại địch. Quân Ngụy đang quen với cách thức đánh du kích của Trung Sơn Hoàn công nên vẫn lơ là phòng bị, bất chợt từ đâu quân dân Trung Sơn bốn hướng bủa vây tới tấp khiến chúng hoảng hốt nháo nhào dẫm đạp lên nhau mà chạy tán loạn.
- Chống quân Triệu

Trung Sơn Hoàn công vừa về nước thì bị nước Triệu xâm lược trên diện rộng. " Vào năm Triệu Kính hầu thứ mười một (377 TCN), ông ta Trung Sơn", "Năm thứ mười (376 TCN), ông ta tấn công Trung Sơn và chiến đấu chống lại người Trung Sơn." . Ngôi nhà là thành phố biên giới phía nam Trung Sơn, và Trung Nhân là thị trấn quan trọng ở phía bắc Trung Sơn. Hoàn công đã lãnh đạo nhân dân Trung Sơn vùng lên chống giặc và cống hiến hết mình cho cuộc Chiến tranh Vệ quốc vĩ đại, thể hiện đầy đủ sức mạnh quân sự của đất nước mới khôi phục. Sau một trận chiến khốc liệt, Trung Sơn đã đánh bại cuộc xâm lược của nước Triệu, bảo vệ lãnh thổ vốn có, chiến thắng trong cuộc chiến với nước Triệu. Triệu Kính hầu định dùng sự phân chia kẻ mạnh để ức hiếp kẻ yếu, và bị quân đội Trung Sơn đuổi ra khỏi đất nước
Từ đó, lãnh thổ Trung Sơn đã sạch bóng quân Ngụy, Hoàn công đưa dân trở về nơi cố hương xây dựng lại thành trì nhà cửa kiến thiết đất nước. Ông cho bố trí những hệ thống phòng thủ chắc chắn hơn trước và khôi phục tất cả mọi thứ bị quân Ngụy từng tàn phá trước đây, dưới thời ông chấp chính nước Trung Sơn đạt đến độ phát triển cường thịnh nhất.
Năm 350 TCN, Trung Sơn Hoàn công già yếu, ốm nặng tạ thế, con là Trung Sơn Thành công kế vị. Ông cầm quyền nước Trung Sơn trong vòng 38 năm, nếu tính cả thời gian 18 năm ẩn dật trong chiến khu thì cả thảy ông làm vua trong 56 năm.